# 酒井直斗
酒井 直斗（さかい なおと、1993年11月3日 - ）は、日本のお笑いタレント、漫談家、俳優、ラジオパーソナリティ。愛知県名古屋市生まれ。foh piece所属。

## 略歴
『大須生まれ、大須育ち、名古屋で活動するピン芸人』というフレーズで紹介されることが多い。
ピンで活動する他、高校生時代、20歳前の時にはパーマ大佐とのコンビ「酒井・國土」での活動も行い、このコンビでハイスクールマンザイ、M-1グランプリ、THE MANZAI、ワラチャン! U-20お笑い日本一決定戦などに出場。「酒井・國土」として、ハイスクールマンザイで2010年・2011年連続で地区予選優勝・準決勝進出、2012年には『笑乱 〜東海地区若手お笑い芸人トーナメント〜』で優勝した。パーマ大佐とはコンビ解散後もツーマンライブを行うなど今も交流が深い。また高校生お笑いのつながりから霜降り明星・粗品と古い付き合いがある。
芸人としての活動と並行してブライダルの司会業も行っている。
2019年10月よりアイドルグループ・らじお女子のteamFMの「担任」に就任することが発表された。
2020年9月30日放送の自身の番組『酒井直斗のラジノート』で、同年9月26日にタレントの小林美鈴と入籍したことを号泣しながら発表した。また、妻である小林美鈴のことをみーちゃんと呼んでいる。
2020年12月1日、地元大須演芸場の12月定席に初めて出演した。以降は大須演芸場の定席興行に毎月1～2日の割合でレギュラー出演している。
2024年9月4日放送の自身の番組『酒井直斗のラジノート』で、同年8月28日に第1子となる男の子が誕生したことを泣きながら報告。
2024年10月31日、所属事務所のどっかんプロを退所し、11月1日からfoh piece所属となった。

## 人物
趣味、特技はラグビー、プロレス、野球（中日ドラゴンズ好き）、ものまね。プロレスでは特にDRAGON GATEを応援している。
中学生時代、FUNKY MONKEY BABYSの音楽に出会ったことが自分を作り上げた1つの大きな要素になっていると語っている。
アイドルグループ・BOYS AND MENの土田拓海と交流があり、コンビを組んでキングオブコントの予選に出場したことがある。
イベントなどで女性アイドルとの共演が多く、職業柄番組やイベントでは明るいテンションを保っているが、プライベートではスイッチが切れたようにおとなしくなり、共演した女性アイドルと街中で遭遇しても避けるなど女性が苦手な一面を持っており、『北野誠のズバリ』ではその一面が強調されている。
アイドル楽曲の作詞も手懸けており、自身が担任を務めるグループらじお女子に「はいせ～の」「スタートライン」を提供している。
岩井勇気（ハライチ）曰く、向井慧（パンサー）・大前りょうすけ（プリンセス金魚）と並んで東海三大芸人のひとり。当の岩井とは面識がないが、『酒井直斗のラジノート』の番宣が『#むかいの喋り方』で流れていることにより認知されている。
2022年8月19日、文化放送『おとなりさん』に酒井が名古屋のラジオスターとして出演。影響を受けたパーソナリティにアルコ＆ピースを挙げている。

## 芸風
モノマネを活かした漫談スタイル。フリップ芸を行うこともある。
2016年頃からトレードマークとして青いつなぎを着用している。

## 出演

### テレビ
※太字は現在出演中。
- お笑いハローワーク（中京テレビ）
- OBANCHii おばんちぃ（三重テレビ）

### ラジオ
※太字は現在出演中。
- 酒井直斗のナイスジャーマン!（2013年4月2日 - 2014年3月25日、CBCラジオ） - 0時のつぶやき枠内
- ドラ魂ポーン!!!（2014年4月5日 - 2016年9月24日、CBCラジオ） - プロ野球シーズン中のみ放送。
- 酒井直斗のゲキオト!!（2014年9月29日 - 2015年3月23日、CBCラジオ）
- SKE48 観覧車へようこそ!!（2015年9月28日 - 不定期、CBCラジオ） - 主に公開録音の回に司会進行役で出演。
- vsサカイ（2015年10月4日 - 2016年9月24日、CBCラジオ） - うしみつドキドキ!枠内
- アニメにくわしい竹内舞とアニメにうとい酒井直斗が正月3日に番組やってみた件（2016年1月3日、CBCラジオ）
- しゃかりきコロンブス2016（2016年1月3日、CBCラジオ）
- 酒井直斗のライパチ!（2016年10月1日 - 2017年3月25日、CBCラジオ）
- 酒井直斗のラジノート（2017年4月1日 - 、CBCラジオ） - 「チュウモリ」水曜日
- いまイチ（2018年4月 - 2019年3月、CBCラジオ）[13]
- Pitch Beat Street 838（金曜）（Pitch FM）[14]
- 推シマシ（2019年10月3日 - 、CBCラジオ） -「チュウモリ」木曜日
- NACK5 SUMMER SPECIAL「POPPIN FESTIVAL」（2020年8月9日、NACK5）[15]
- ヒルサカイ（2020年10月6日 - 、MID-FM）
- 火曜オタメシ「酒井松原」（2021年7月20日 - 8月10日、CBCラジオ）
- キラスタ(2023年1月2日 - 、NACK5) - 「キラスタ」月曜日

### ミュージックビデオ
- 完全無欠のサラリ～メ～ン！マコ酒RUN!ver.(7☆3)
- はいせーの(らじお女子)